# Fila Brazillia
Fila Brazillia est un groupe de musique britannique originaire de Hull, ville située au nord-est de l'Angleterre. Groupe formé au début des années 1990 par Steve Cobby et Dave McSherry, les pièces musicales de Fila Brazillia s'inscrivent dans le courant electronica et ambient (plus précisément ambient techno), et sont parfois décrites comme émergeant d'un courant musical appelé nu jazz ou downtempo.

## Discographie

### Albums studio
| Année | Titre                                | Label                                                        |
| ----- | ------------------------------------ | ------------------------------------------------------------ |
| 1994  | Old Codes New Chaos                  | Twentythree Records (sorti à l'origine chez Pork Recordings) |
| 1995  | Maim That Tune                       | Twentythree Records (sorti à l'origine chez Pork Recordings) |
| 1996  | Mess                                 | Twentythree Records (sorti à l'origine chez Pork Recordings) |
| 1996  | Black Market Gardening               | Twentythree Records (sorti à l'origine chez Pork Recordings) |
| 1997  | Luck Be a Weirdo Tonight             | Twentythree Records (sorti à l'origine chez Pork Recordings) |
| 1998  | Power Clown                          | Twentythree Records (sorti à l'origine chez Pork Recordings) |
| 1999  | A Touch of Cloth                     | Twentythree Records                                          |
| 2002  | Jump Leads                           | Twentythree Records                                          |
| 2004  | The Life and Times of Phoebus Brumal | Twentythree Records                                          |
| 2004  | Dicks                                | Twentythree Records                                          |
| 2006  | Retrospective                        | Twentythree Records                                          |

### EP
| Année | Titre                                                         | Label                                                        |
| ----- | ------------------------------------------------------------- | ------------------------------------------------------------ |
| 1998  | Throwing Down A Shape                                         | Twentythree Records (sorti à l'origine chez Pork Recordings) |
| 1999  | Ridden Pony                                                   | Twentythree Records                                          |
| 1999  | Bitten Bugs                                                   | Twentythree Records                                          |
| 2001  | FB@V&A (Live at the Victoria and Albert Museum on 3 Nov 2000) | Twentythree Records                                          |
| 2001  | Spill The Beans                                               | Twentythree Records                                          |
| 2002  | We Build Arks                                                 | Twentythree Records                                          |
| 2002  | Three White Roses & A Budd (avec Harold Budd et Bill Nelson)  | Twentythree Records                                          |
| 2004  | The Goggle Box                                                | Twentythree Records                                          |
| 2007  | One Track Mind                                                | Twentythree Records                                          |
| 2009  | Play It Again, SIM.                                           | Twentythree Records                                          |
| 2020  | MMXX EP                                                       | ?                                                            |

### Singles
| Année | Titre       | Label               |
| ----- | ----------- | ------------------- |
| 2007  | Neanderthal | Twentythree Records |